# 高野素十
高野 素十（高野 素十、1893年3月3日—1976年10月4日）日本俳人、醫學博士，本名高野與巳。昭和初期與山口誓子、阿波野青畝、水原秋櫻子並稱為杜鵑雜誌的”四S”。

## 簡歷
1893年茨城縣北相馬郡山王村（現取手市神住）出生。
新潟縣立長岡中學校、第一高等學校畢業後，進入東京帝國大學醫學部。參加血清化學教室學習法醫學，與大一歲的學長水原秋櫻子是醫學系各教室間棒球比賽的投捕關係。1918年從東京帝國大學醫學部畢業。
素十大學時代就由水原秋櫻子教導俳句，1923年加入杜鵑雜誌，師從高濱虛子。
之後為了學習血清學而前往德國留學，1935年回國後擔任新潟醫科大學（現新潟大學醫學部）法醫學教授，之後成為校長。1953年以60歲之齡退休，同年創立俳句雜誌《芹》。退休後還繼續擔任奈良縣立醫科大學法醫學教授至1960年。
1976年去世，享年83歲。墓地位於千葉縣君津市神野寺。

## 評論
素十非常忠實於高濱虛子提倡的客觀素描理論，是徹底客觀即時描繪自然的純素描派，尤其擅長描寫近景。觀念與此牴觸的水原秋櫻子因此把身為學弟的素十認為是宿敵，加上高濱虛子肯定素十的俳句；卻否定水原秋櫻子的作品，因此水原秋櫻子對其作品有許多批評。

## 作品集
- 初鴉（1947年）
- 雪片（1952年）
- 野花集（1953年）
- 素十全集（1970年）
- 空（1993年）

## 関連文献
- 倉田紘文 『高野素十研究』 永田書房、1975年
- 倉田紘文編 『昭和俳句文学アルバム 高野素十の世界』 梅里書房、1989年
- 村松紅花編 『素十俳句365日』梅里書房、1991年
- 倉田紘文 『高野素十』 蝸牛俳句文庫、1997年
- 倉田紘文『高野素十『初鴉』全評釈』 文學の森、2011年
- 日原傳 『素十の一句』 ふらんす堂、2013年